# Zajączkowo (Radonie)
Zajączkowo – część wsi Radonie, położonej w Polsce w województwie mazowieckim, powiecie grodziskim, gminie Grodzisk Mazowiecki. Zajączkowo graniczy bezpośrednio ze wsią Szczęsne.
W latach 1975-1998 miejscowość administracyjnie należała do województwa warszawskiego.